# Alfred Christian Larsen
Alfred Christian Larsen, född 12 januari 1840, död 12 februari 1914, var en dansk författare.
Larsen blev teologie kandidat 1862 och var senare bibliotekarie vid Det Kongelige Bibliotek. Dels under eget namn, dels under pseudonymen Theodorus utgav Larsen talrika, oftast populärt skrivna avhandlingar och upplysningsskrifter av modernt bibelkritiskt innehåll samt översättningar av bibliska skrifter. Hans valda skrifter, utgivna under titeln Gennem mange Aar (2 band, 1915) visar bilden av hans, av Viktor Rydberg påverkade, frisinnade religiösa humanism.

## Utmärkelser
- Riddare av Dannebrogorden,  1901[3]

[Redigera Wikidata]